# Hubert Bengsch
Hubert Bengsch (* 1926 in Berlin; † 25. April 1995 in Köln) war ein deutscher Verwaltungswissenschaftler.
Hubert Bengsch war der Sohn eines katholischen Kirchenrendanten und jüngerer Bruder des späteren Berliner Erzbischofs Alfred Kardinal Bengsch. Er war Lehrbeauftragter, später Professor für Familienrechtswesen an der Fachhochschule für Verwaltung und Rechtspflege Berlin.
1975 erhielt er den Ritterschlag des Ritterordens vom Heiligen Grab zu Jerusalem und war dessen Großoffizier.
Er ist der Vater des Schauspielers Hubertus Bengsch.

## Schriften
- Theorie und Praxis. Gelungene Symbiose in der Rechtspflegerausbildung? In: Rechtspfleger-Studienhefte 6, 1982
- Bistum Berlin. Kirche zwischen Elbe und Oder mit tausendjähriger Vorgeschichte. Stapp Berlin 1985, ISBN 3-87776-422-3
- Bischof in Ost und West. Stapp Berlin 1989, ISBN 3-87776-278-6